# Риналдо, Зак
Зак Рина́лдо (англ. Zac Rinaldo; 15 июня 1990, Гамильтон, Онтарио, Канада) — канадский хоккеист итальянского происхождения, левый нападающий клуба НХЛ «Коламбус Блю Джекетс». Ранее выступал в НХЛ за такие клубы как «Филадельфия Флайерз», «Бостон Брюинз», «Аризона Койотс», «Нэшвилл Предаторз» и «Калгари Флэймз». Тафгай — известен своим грубым стилем игры, основанным на атлетизме.

## Клубная карьера

### Юниорская карьера

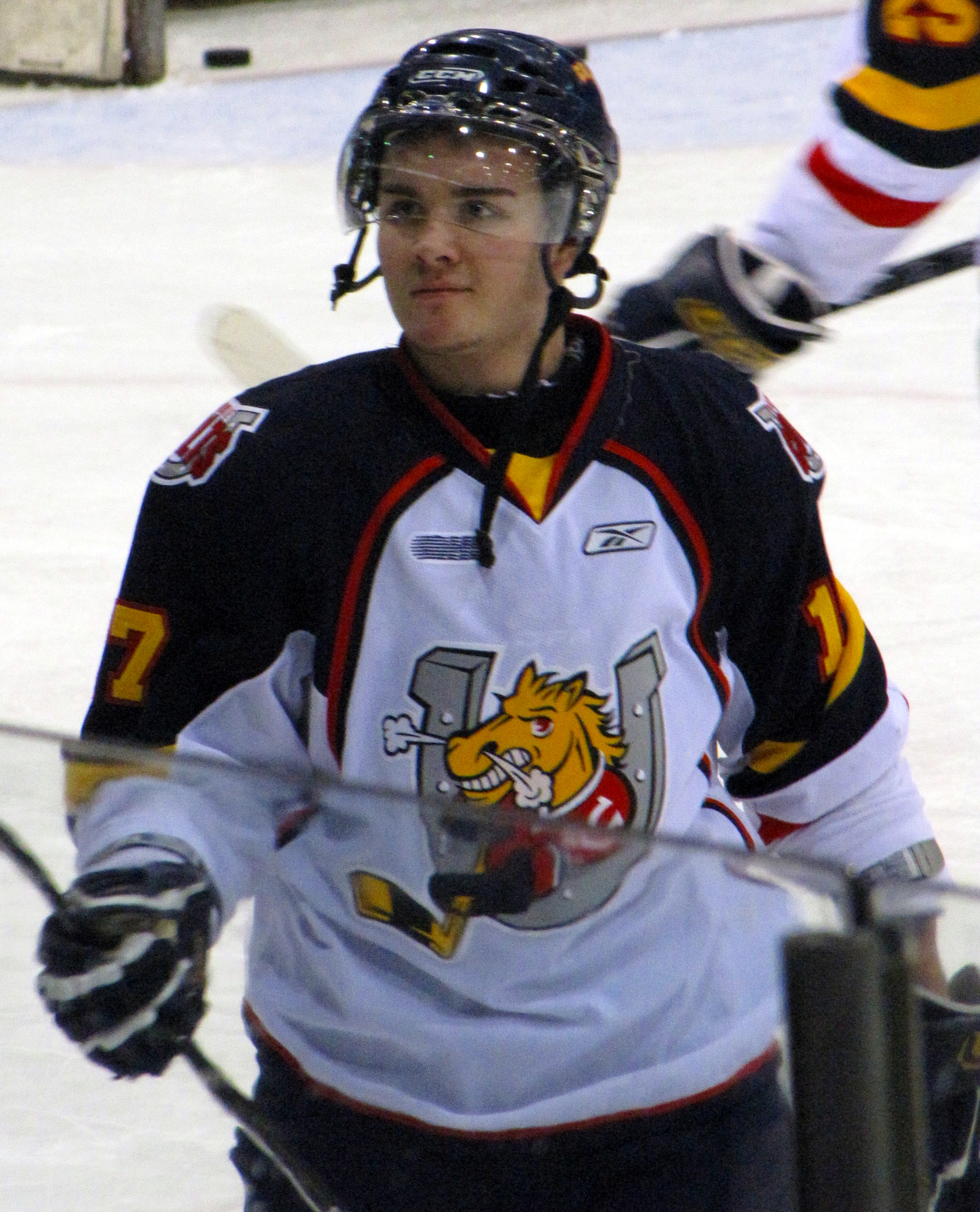
Риналдо в составе «Барри Кольтс» в 2010 году

Ринальдо вырос в Гамильтоне, Онтарио, и играл в хоккей за такие клубы, как «Hamilton Reps», «Cambridge Hawks», «Notre Dame Hounds» и «Hamilton Jr. Bulldogs» из OMHA. После сезона за «Hamilton Jr. Bulldogs», он был выбран на драфте ОХЛ 2006 в 14-м раунде командой «Миссисога Сент-Майклс Мэйджорс» под общим 270-м номером. Следующий сезон он провёл в «Гамильтон Ред Уингз», прежде чем присоединиться к «Сент-Майклс Мэйджорс» в конце сезона 2006/07. В сезоне 2007/08 занял 5-е место в ОХЛ по штрафным минутам.
В сезоне 2008/09 был обменян в «Лондон Найтс». В этом сезоне он стал лидером ОХЛ по штрафному времени (201).
В сезоне 2009/10 был обменян в «Барри Кольтс». В данном сезоне он также стал лидером ОХЛ по штрафным минутам (250), обойдя ближайшего преследователя более, чем на 60 минут (188).

### Профессиональная карьера

#### Филадельфия Флайерз

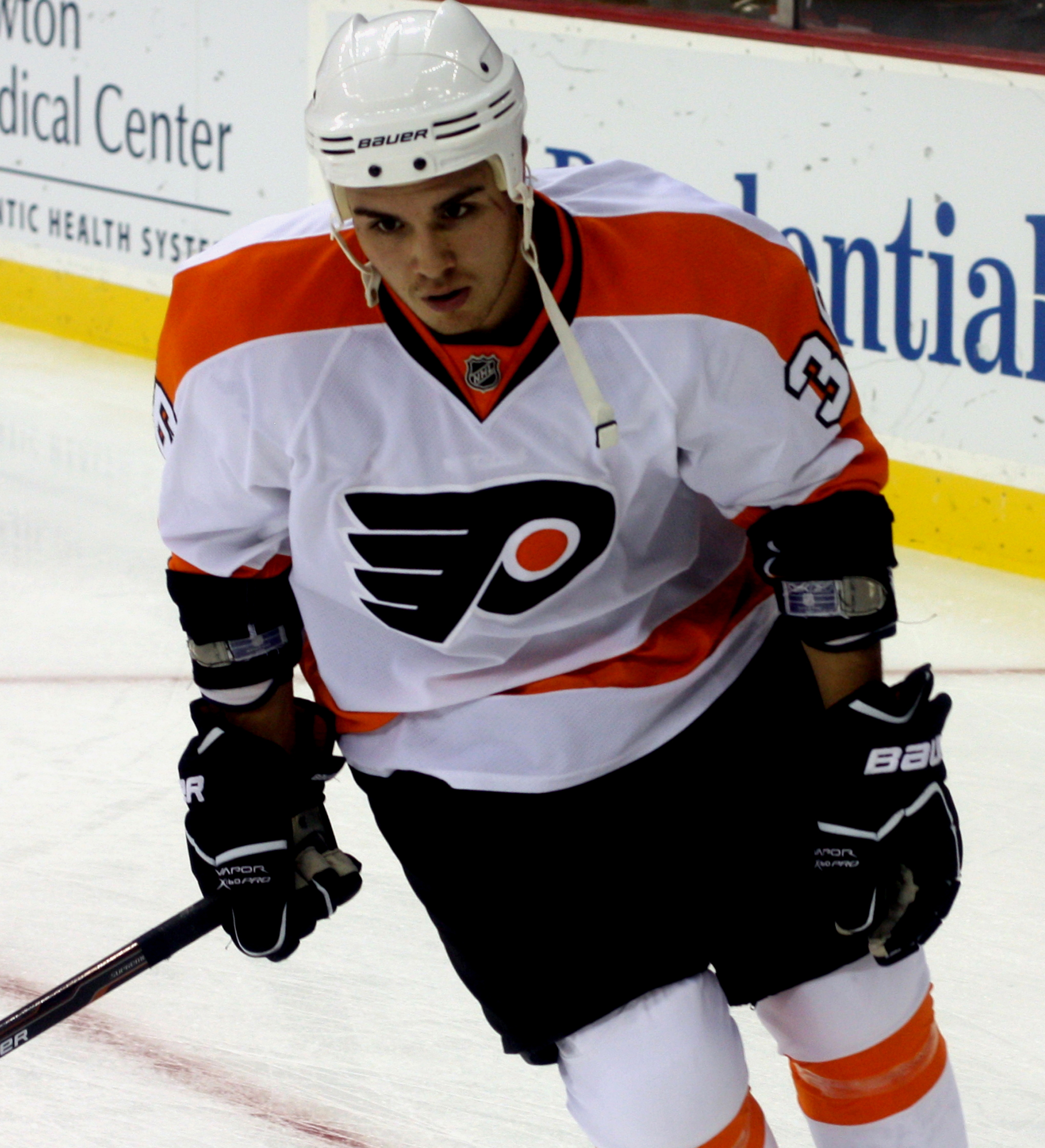
Риналдо в составе «Филадельфии» в 2011 году

На драфте НХЛ 2008 года был выбран в 6-м раунде под общим 178-м номером командой «Филадельфия Флайерз».
11 августа 2009 года подписал трёхлетний контракт новичка с «Флайерз», после чего был отправлен в АХЛ. Регулярный сезон 2010/11 полностью провёл в команде «Адирондак Фантомс», заняв 2-е место по количеству штрафных минут в лиге (331), уступив лишь на 3 минуты Пьеру-Люку Летурно-Леблону из «Олбани Девилз», который провёл на 4 встречи больше. В матчах плей-офф дебютировал в НХЛ 22 апреля 2011 года в пятой игре первого раунда плей-офф Кубка Стэнли 2011 года против «Баффало Сейбрз», несмотря на то, что у него было больше дисквалификаций (4), чем забитых голов (3) в АХЛ. Он снова попал в состав на 1-ю игру полуфинала Восточной конференции против «Бостон Брюинз», сделав два броска.
По завершении тренировочного лагеря «Флайерз» в октябре 2011 года Ринальдо вошёл в состав «лётчиков» на первый матч сезона 2011/12, разделив обязанности с ветераном Джоди Шелли. В сезоне 2011/12 набрал в 66 матчах за «лётчиков» 9 (2+7) очков, что стало его личным рекордом. Также в этом сезоне Риналдо занял 2-е место по количеству штрафных минут (232), уступив лишь Дереку Дорсетту из «Коламбус Блю Джекетс» всего на 3 минуты штрафного времени.
17 апреля 2013 года Риналдо продлил соглашение с «Филадельфией» на 2 года на общую сумму $ 1,5 млн.
В сезоне 2013/14 занял 5-е место в НХЛ по количеству штрафного времени (153). Также в 67-и встречах набрал 4 (2+2) очка.
26 января 2015 года был дисквалифицирован на восемь игр за неправильную атаку защитника «Питтсбург Пингвинз» Криса Летанга. В результате Риналдо лишился заработной платы в размере $ 73 170,72.

#### Бостон Брюинз
После сезона 2014/15 был обменян в «Бостон Брюинз» на пик третьего раунда драфта НХЛ 2017. 1 марта 2016 года Риналдо был дисквалифицирован НХЛ на пять игр за удар, нанесённый форварду «Тампы-Бэй Лайтнинг» Седрику Пакетту в игре двумя днями ранее. Риналдо был незамедлительно выставлен «Бостоном» на драфт отказов, откуда его никто не забрал. Это была его четвёртая дисквалификация за пять сезонов НХЛ, и, как рецидивист, он лишился зарплаты в размере $ 51 829,25.
4 марта 2016 года, после того, как его отправили в «Провиденс Брюинз» в АХЛ, и хотя его дисквалификация в НХЛ все ещё продолжалась, Зак снова столкнулся с дисквалификацией за инцидент в игре против «Бриджпорт Саунд Тигрз», его первой игры за «Провиденс». Ринальдо получил штраф в матче за намерение нанести травму при ударе в голову, нанесённому защитнику «Бриджпорта» Кейну Лафраншизу. Ринальдо был отстранён от участия в АХЛ на неопределённый срок. Позже АХЛ объявила, что Ринальдо будет дисквалифицирован на пять игр за удар головой.
Сезон 2016/17 полностью провёл в фарм-клубе «Бостона» в АХЛ за «Провиденс Брюинз».

#### Аризона Койотис
1 июля 2017 года подписал однолетний двухсторонний двухсторонний контракт с командой НХЛ «Аризона Койотис». В декабре 2017 года был дисквалифицирован на 6 матчей за удар защитника «Колорадо Эвеланш» Самюэля Жирара.

#### Нэшвилл Предаторз
2 июля 2018 года подписал контракт с «Нэшвилл Предаторз» и вернулся к Питеру Лавиолетту, знавшим его ещё по «Флайерз». 19 октября набрал первое очко в составе новой команды, забросил победную шайбу в ворота Майка Смита из «Калгари Флэймс», которая стала победной. В 23 встречах за команду из Теннесси набрал 3 (1+2) очка. По ходу сезона получил травму, в результате чего пропустил несколько месяцев. На роль Риналдо «Предаторз» выменяли у «Нью-Йорк Рейнджерс» Коди Маклауда. В конце сезона Риналдо провёл 3 игры за фарм-клуб «Предаторз» — «Милуоки Эдмиралс», отдав 1 результативную передачу.

#### Калгари Флэймз
29 сентября 2019 года подписал годичный контракт с «Калгари Флэймс», которые ранее пригласили его в тренировочный лагерьна просмотр. В сезоне 2019/20 провёл 19 матчей за «Калгари», в которых набрал 5 (3+2) очков. 9 октября 2020 года переподписал контракт с «Флеймз» на 1 год. В сезоне 2020/21 провёл 4 матча без набранных очков.

#### Коламбус Блю Джекетс
13 августа 2021 года подписал двухсторонний однолетний контракт с «Коламбус Блю Джекетс» на сумму $ 750 тыс. Однако после того, как игрок отказался от вакцинации против COVID-19, его не пригласили в тренировочный лагерь «Блю Джекетс», он был переведен в фарм-клуб команды Американской хоккейной лиги «Кливленд Монстерз».

## Статистика

### Клубная карьера
| 2006–07     | Торонто Сент-Майклс Мэйджорс   | ОХЛ         | 6   | 0  | 0  | 0  | 2   | —  | — | — | — | —  |
| 2007–08     | Миссисога Сент-Майклс Мэйджорс | ОХЛ         | 63  | 7  | 7  | 14 | 191 | 4  | 0 | 0 | 0 | 9  |
| 2008–09     | Миссисога Сент-Майклс Мэйджорс | ОХЛ         | 34  | 6  | 7  | 13 | 112 | —  | — | — | — | —  |
| 2008–09     | Лондон Найтс                   | ОХЛ         | 22  | 4  | 13 | 17 | 89  | 8  | 1 | 1 | 2 | 26 |
| 2009–10     | Лондон Найтс                   | ОХЛ         | 34  | 8  | 7  | 15 | 148 | —  | — | — | — | —  |
| 2009–10     | Барри Кольтс                   | ОХЛ         | 26  | 2  | 8  | 10 | 107 | 4  | 2 | 0 | 2 | 11 |
| 2010–11     | Эдирондек Фантомс              | АХЛ         | 60  | 3  | 6  | 9  | 331 | —  | — | — | — | —  |
| 2010–11     | Филадельфия Флайерз            | НХЛ         | —   | —  | —  | —  | —   | 2  | 0 | 0 | 0 | 12 |
| 2011–12     | Филадельфия Флайерз            | НХЛ         | 66  | 2  | 7  | 9  | 232 | 5  | 0 | 0 | 0 | 48 |
| 2011–12     | Эдирондек Фантомс              | АХЛ         | 4   | 1  | 1  | 2  | 11  | —  | — | — | — | —  |
| 2012–13     | Эдирондек Фантомс              | АХЛ         | 31  | 2  | 3  | 5  | 92  | —  | — | — | — | —  |
| 2012–13     | Филадельфия Флайерз            | НХЛ         | 32  | 3  | 2  | 5  | 85  | —  | — | — | — | —  |
| 2013–14     | Филадельфия Флайерз            | НХЛ         | 67  | 2  | 2  | 4  | 153 | 7  | 0 | 0 | 0 | 4  |
| 2014–15     | Филадельфия Флайерз            | НХЛ         | 58  | 1  | 5  | 6  | 102 | —  | — | — | — | —  |
| 2015–16     | Бостон Брюинз                  | НХЛ         | 52  | 1  | 2  | 3  | 83  | —  | — | — | — | —  |
| 2015–16     | Провиденс Брюинз               | АХЛ         | 2   | 0  | 0  | 0  | 12  | —  | — | — | — | —  |
| 2016–17     | Провиденс Брюинз               | АХЛ         | 29  | 5  | 2  | 7  | 20  | —  | — | — | — | —  |
| 2017–18     | Аризона Койотис                | НХЛ         | 53  | 5  | 2  | 7  | 44  | —  | — | — | — | —  |
| 2018–19     | Нэшвилл Предаторз              | НХЛ         | 23  | 1  | 2  | 3  | 20  | —  | — | — | — | —  |
| 2018–19     | Милуоки Эдмиралс               | АХЛ         | 3   | 0  | 1  | 1  | 6   | —  | — | — | — | —  |
| 2019–20     | Стоктон Хит                    | АХЛ         | 14  | 0  | 7  | 7  | 20  | —  | — | — | — | —  |
| 2019–20     | Калгари Флэймз                 | НХЛ         | 19  | 3  | 2  | 5  | 34  | 5  | 0 | 0 | 0 | 4  |
| 2020–21     | Калгари Флэймз                 | НХЛ         | 4   | 0  | 0  | 0  | 5   | —  | — | — | — | —  |
| Всего в НХЛ | Всего в НХЛ                    | Всего в НХЛ | 374 | 18 | 24 | 42 | 758 | 19 | 0 | 0 | 0 | 68 |